# Chrjapnik
Chrjapnik (russisch Хряпник) ist ein Weiler (chutor) in der Oblast Kursk in Russland. Er gehört zum Rajon Lgow und zur Landgemeinde (selskoje posselenije) Marizki selsowjet.

## Geographie
Der Ort liegt gut 61 Kilometer Luftlinie nordwestlich des Oblastverwaltungszentrums Kursk im südwestlichen Teil der Mittelrussischen Platte, 15 Kilometer nordöstlich des Rajonverwaltungszentrums Lgow, 5,5 Kilometer vom Sitz des Dorfsowjet – Mariza, 63,5 Kilometer von der Grenze zwischen Russland und der Ukraine, im Becken des Prutischtsche (im Becken des Seim).

### Klima
Das Klima im Ort ist wie im Rest des Rajons kalt und gemäßigt. Es gibt während des Jahres eine erhebliche Niederschlagsmenge. Dfb lautet die Klassifikation des Klimas nach Köppen und Geiger.

## Bevölkerungsentwicklung
| Jahr | Einwohner |
| ---- | --------- |
| 2002 | 6         |
| 2010 | 0         |

Anmerkung: Volkszählungsdaten

## Verkehr
Chrjapnik liegt 17,5 Kilometer von der Straße regionaler Bedeutung 38K-017 (Kursk – Lgow – Rylsk – Grenze zur Ukraine) als Teil der Europastraße E38, 5,5 Kilometer von der Straße 38K-023 (Lgow – Konyschowka), 16,5 Kilometer von der Straße interkommunaler Bedeutung 38N-362 (38K-017 – Nikolajewka – Schirkowo), 3 Kilometer von der Straße 38N-437 (38K-023 – Olschanka – Marmyschi – 38N-362), an der Straße 38N-434 (38N-437 – Krasnaja Dubrawa) und 1,5 Kilometer von der nächsten Eisenbahnhaltestelle 565 km (Eisenbahnstrecke Nawlja – Lgow-Kijewskij) entfernt.
Der Ort liegt 153 Kilometer vom internationalen Flughafen von Belgorod entfernt.